# Standaard Michelbeke
Standaard Michelbeke is een Belgische voetbalclub gelegen in de gemeente Brakel in Oost-Vlaanderen. De club is bij de KBVB aangesloten met stamnummer 09281 en heeft rood en wit als clubkleuren. Zowel de A-ploeg ( 3de provinciale ) als de B-ploeg (4de provinciale ) spelen in de provinciale reeksen.  

## Resultaten
| Seizoen | P.I | p.II | P.III | P.IV | Reeks                   | Opmerkingen                                 |
| ------- | --- | ---- | ----- | ---- | ----------------------- | ------------------------------------------- |
| 2015-16 |     |      |       | 1    | 4de Provinciale O.VL.   | Kampioen                                    |
| 2016-17 |     |      | 11    |      | 3de Provinciale O.VL.   |                                             |
| 2017-18 |     |      | 12    |      | 3de Provinciale O.VL.   |                                             |
| 2018-19 |     |      | 16    |      | 3de Provinciale O.VL.   | Degradatie                                  |
| 2019-20 |     |      |       | 2    | 4de Provinciale O.VL.   | Vroegtijdig gestopt wegens corona, promotie |
| 2020-21 |     |      | -     |      | 3de Provinciale O.VL.   | seizoen geschrapt wegens corona             |
| 2021-22 |     |      | 5     |      | 3de Provinciale C O.VL. |                                             |
| 2022-23 |     |      | 6     |      | 3de Provinciale C O.VL. |                                             |
| 2023-24 |     |      | 7     |      | 3de Provinciale B O.VL. |                                             |
| 2024-25 |     |      | 7     |      | 3de Provinciale C O.VL. |                                             |
| 2025-26 |     |      |       |      | 3de Provinciale A O.VL. |                                             |